# Franco Giorgetti
Francesco Carlo Rodolfo „Franco” Giorgetti (ur. 13 października 1902 w Varese, zm. 18 marca 1983 w Bovisio-Masciago) – włoski kolarz torowy i szosowy, złoty medalista olimpijski oraz srebrny medalista torowych mistrzostw świata.

## Kariera
Pierwszy sukces w karierze Franco Giorgetti osiągnął w 1920 roku, kiedy wspólnie z Ruggero Ferrario, Arnaldo Carlim i Primo Magnanim wywalczył złoty medal w drużynowym wyścigu na dochodzenie podczas igrzysk olimpijskich w Antwerpii. Na tych samych igrzyskach Włoch był szósty w wyścigu na 50 km oraz odpadł w eliminacjach sprintu indywidualnego. Na rozgrywanych w 1933 roku torowych mistrzostwach świata w Paryżu Giorgetti zdobył srebrny medal w wyścigu ze startu zatrzymanego zawodowców, wyprzedził go jedynie Charles Lacquehay z Francji. Ponadto dwukrotnie zdobywał mistrzostwo Włoch w wyścigu ze startu zatrzymanego oraz czterokrotnie zwyciężał w tej konkurencji podczas torowych mistrzostw USA. Startował również w wyścigach szosowych, wygrywając między innymi szwajcarski Tour du Lac Léman w 1921 roku. Wielokrotnie stawał na podium zawodów cyklu Six Days.